# Alfred Selmeier
Alfred Selmeier (* 4. Juni 1923 in Freising; † 10. August 2018 in Bad Aibling) war ein deutscher Gymnasiallehrer, Fachhochschulprofessor und international erfolgreicher Forscher im Bereich Paläobotanik (Spezialgebiet: fossile Hölzer).
Sein botanisches Autorenkürzel lautet „Selmeier“.

## Leben und Werk
Nach Abitur und Kriegsdienst verbrachte Alfred Selmeier knapp fünf Jahre in Kriegsgefangenschaft, aus der er 1947 entlassen wurde. Im Herbst 1947 begann er in München ein Studium für das gymnasiale Lehramt in den Fächern Chemie, Biologie und Geographie. Eine Stelle als Lehrer bekam er zunächst am Gymnasium Tegernsee, dann am Hans-Carossa-Gymnasium Landshut und schließlich am Karlsgymnasium in München-Pasing.
1959 wechselte er vom Höheren Schuldienst ans Polytechnikum in München, die spätere Fachhochschule (ab 2011 umbenannt in „Hochschule für angewandte Wissenschaften München“). Er hielt dort Vorlesungen, leitete Chemie-Praktika für Studierende technischer Fächer und schrieb ein auf deren Bedürfnisse zugeschnittenes chemisches Lehrbuch. 1971 wurde er zum Professor ernannt, 1988 pensioniert.
Neben seiner Lehrtätigkeit verfasste Alfred Selmeier eine naturwissenschaftliche Dissertation über Kieselhölzer des bayerischen Miozäns bei Prof. Karl Mägdefrau (LMU München). Selmeier erschloss sich so das Themenfeld „fossile Hölzer“ (siehe Versteinerter Wald), dem er sein Leben lang treu blieb. Durch intensive Forschung entwickelte er sich dort zu einem weltweit anerkannten Experten. Fruchtbar war hierbei seine Kooperation mit dem Institut für Paläontologie und Historische Geologie der LMU München (ab 1965: Arbeitsplatz als Freier Mitarbeiter, ehrenamtlich). Ergänzende Untersuchungsmöglichkeiten ergaben sich am Institut für Holzforschung der TU München.
Alfred Selmeier verstand es, die nicht zuletzt von ihm selbst im Laufe der Jahre perfektionierten und standardisierten Untersuchungsschritte, -methoden und -routinen zum Studium fossiler Hölzer, vor allem mittels Dünnschliffen, auch für Nichtfachleute nachvollziehbar und bestens illustriert zu vermitteln. Die Forschungsresultate Selmeiers sind in wissenschaftlichen Publikationen dokumentiert, die am Ende seines Lebens die Zahl 170 überschritten. Darunter finden sich Erstbeschreibungen von fossilen Holzarten, viele regionale Erstbeschreibungen, aber auch Beobachtungen zum ehemaligen Schädlingsbefall in heute fossil erhaltenen Hölzern (Paläoökologie). Interessanterweise konnten durch das Studium von Kieselhölzern auch  paläoklimatische Informationen gewonnen werden. Ein großer Teil des Belegmaterials seiner Untersuchungen (tausende Fundstücke) wird in der Bayerischen Staatssammlung für Paläontologie und Geologie in München bewahrt.
Alfred Selmeier engagierte sich ab etwa 1956 im Naturwissenschaftlichen Verein Landshut (NVL). 1958 wurde er dort 1. Vorsitzender (bis 1968).